# Amaurobius cayanus
Amaurobius cayanus är en spindelart som beskrevs av Władysław Taczanowski 1874. Amaurobius cayanus ingår i släktet Amaurobius och familjen mörkerspindlar.
Artens utbredningsområde är Franska Guyana. Inga underarter finns listade i Catalogue of Life.